# Karol Wiszniewski
Karol Klaudiusz Wiszniewski (ur. w 1805 na Podolu, zm. w 1863) – lekarz, doktor filozofii, profesor weterynarii, ziemianin.

## Życiorys
Studiował na Cesarskim Uniwersytecie w Wilnie. Ukończył studia na wydziale medycyny, w 1830 otrzymał dyplom lekarza I klasy. Potem studiował filozofię na uniwersytecie w Jenie, w 1832 uzyskał stopień doktora filozofii. Po powrocie do Wilna starał się o katedrę oddziału nauk weterynaryjnych Akademii Medyko-Chirurgicznej, utrzymywał się w tym czasie z wolnej praktyki lekarskiej.

W 1833 wstąpił do Wileńskiego Towarzystwa Lekarskiego. W 1837 napisał i opublikował pracę doktorską: Descriptio raphaniae epidemice grassantis atque meletema circa vocem et gestus animalium domesticorum. Specimen medico-veterinarium,quod auctoritate concessa amplissimi collegii Caesareae Academiae Medico-Chirurgicae Vilnensis, ad doctoris medicinae honores..., ta rozprawa składała się z dwóch części. Pierwsza dotyczyła zagadnień medycznych druga weterynaryjnych. W tym samym roku podjął pracę w uniwersytecie w Charkowie jako adiunkt anatomii porównawczej i weterynarii na Wydziale
Lekarskim. W 1838 został profesorem weterynarii. Wiszniewski był założycielem i pierwszym dyrektorem charkowskiego Instytutu Weterynarii, przez 10 lat uczył weterynarii w tej placówce, w tym czasie okresowo wykładał także historię medycyny. 
W 1848 porzucił karierę naukową, osiadł w rodzinnym majątku ziemskim Werbka Wołoska w powiecie olhopolskim na Podolu. Zajmował się rolnictwem i hodowlą zwierząt. Powrócił do praktyki lekarskiej, lecząc miejscową ludność. Napisał wiele prac z zakresu weterynarii, opublikował też: O chorobie zwanej zbożową albo raphania, spostrzeżenia (1831). 
Zmarł w 1863.